# Coelichneumon quinquemaculatus
Coelichneumon quinquemaculatus är en stekelart som först beskrevs av Cameron 1903.  Coelichneumon quinquemaculatus ingår i släktet Coelichneumon och familjen brokparasitsteklar. Inga underarter finns listade i Catalogue of Life.